# Lycaena metallica
Lycaena metallica är en fjärilsart som beskrevs av Felder 1865. Lycaena metallica ingår i släktet Lycaena och familjen juvelvingar. Inga underarter finns listade i Catalogue of Life.